# Hwasa
Hwasa (화사?, HwasaLR, HwasaMR), pseudonimo di Ahn Hye-jin (안혜진?, An Hye-jinLR, Ahn HyechinMR; Jeonju, 23 luglio 1995), è una cantante, ballerina e personaggio televisivo sudcoreana.

## Carriera

### 2014–2019: Debutto nelle Mamamoo e inizio delle attività da solista
Hwasa ha debuttato come membro del gruppo femminile Mamamoo il 19 giugno 2014, una delle voci principali.
Il singolo di debutto del gruppo è stato "Mr. Ambiguous" tratto dal loro primo extended play (EP) Hello. La sua prima canzone da solista che ha prodotto e scritto è stata "My Heart/I Do Me", da Hello. 
Nel marzo 2018, Hwasa ha pubblicato la sua seconda canzone da solista, "Be Calm", traccia del sesto EP delle Mamamoo, Yellow Flower. 
Il video musicale della canzone è stato caricato il 25 marzo 2018 e ha avuto 9 milioni di visualizzazioni ad agosto 2022. Invece il singolo "Be Calm" è arrivato al numero 35 della Gaon Download Chart. 
Nell'aprile del 2018, Hwasa si è unita al cast del reality show di KBS Hyena on the Keyboard; attraverso questo programma la cantante ha collaborato con il rapper Loco per un singolo intitolato "Don't". 
Hwasa ha preso parte alla scrittura e alla composizione della canzone, ha così scalato la Gaon Digital Chart della Corea del Sud.
"Don't" è stato successivamente certificato Platinum per 100 milioni di stream nel gennaio 2019 e di nuovo per 2,5 milioni di download nell'agosto 2019. 
2019 - Oggi attività da solista
Nel febbraio 2019, Hwasa ha fatto il suo debutto come artista solista con il singolo digitale, "Twit", nella quale ha partecipato alla scrittura e alla composizione del singolo.
La canzone è stata un successo commerciale, raggiungendo la cima della Gaon Digital Chart, ha ottenuto un "Triple Crown", in Gaon Download e Gaon Streaming. "Twit" ha anche raggiunto la posizione numero tre nella classifica Billboard World Digital Song Sales per la settimana del 2 marzo 2019.
Ha inoltre pubblicato il singolo "In The Fall", una collaborazione con il produttore hip-hop coreano South Woogie, nell'ottobre dello stesso anno.
A dicembre, "Twit" è stato incluso nella lista "The 25 Best K-pop Songs of 2019: Critics' Pick" di Billboardal numero 8 e nella lista di Refinery29 delle "The Best K-Pop Songs of 2019" al numero 13.
Il suo video musicale è stato incluso anche nell'articolo di Rolling Stone India dei "10 Best K-pop Music Videos of 2019".
Il 27 giugno 2023, è stato annunciato che Hwasa avrebbe lasciato la RBW dopo dieci anni, ha firmato con la P Nation il 30 giugno mentre era ospite al concerto di Psy's Summer Swag. 
A settembre dello stesso anno Hwasa fa uscire il primo singolo "I Love My Body" sotto la nuova casa discografica P NATION. 
Il 12 marzo 2024 P Nation annuncia che il fandom di Hwasa si chiamerà TWITS. 

## Discografia

### EP
- 2020 – María

### Singoli
- 2019 - Twit (멍청이)
- 2020 - María (마리아)
- 2021 - Guilty Pleasure
- 2023 - I Love My Body

### Collaborazioni
- 2019 - Don't (ft. Loco)
- 2022 - Somebody (ft. Loco)
- 2022 - Lemon (ft. Loco)